# Reprezentacja Rumunii w łucznictwie
Reprezentacja Rumunii w łucznictwie – zespół reprezentujący Rumunię w zawodach międzynarodowych w łucznictwie. Opiekunem reprezentacji jest Rumuńska Federacja Łucznicza (rum. Federația Română de Tir cu Arcul), która powstała w 1936.
Rumuni wystartowali w dwóch edycjach letnich igrzysk olimpijskich w 1980 w Moskwie i w 2008 w Pekinie, na których nie zdobyli żadnego medalu.

## Wyniki

### Igrzyska olimpijskie
| Igrzyska    | Zawodnik         | Miejsce |
| ----------- | ---------------- | ------- |
| Moskwa 1980 | Andrei Berki     | 15      |
| Moskwa 1980 | Mihai Bîrzu      | 25      |
| Pekin 2008  | Alexandru Bodnar | 31      |

| Igrzyska    | Zawodniczka   | Miejsce |
| ----------- | ------------- | ------- |
| Moskwa 1980 | Aurora Chin   | 13      |
| Moskwa 1980 | Terezia Preda | 24      |

### Mistrzostwa świata
| Mistrzostwa    | Zawodnik        | Miejsce |
| -------------- | --------------- | ------- |
| Madryt 2005    | Custura Neculai | 69      |
| Nowy Jork 2003 | Viorel Habian   | 101     |
| Dżakarta 1995  | Gigi Pusca      | 111     |
| Dżakarta 1995  | Constantin Frai | 120     |
| Dżakarta 1995  | Viorel Habian   | 126     |

| Mistrzostwa   | Zawodnicy                                    | Miejsce |
| ------------- | -------------------------------------------- | ------- |
| Lipsk 2007    | Alexandru Bodnar, Razvan Marcu, Cezar Paulet | 28      |
| Dżakarta 1995 | Gigi Pusca, Constantin Frai, Viorel Habian   | 29      |

| Mistrzostwa    | Zawodniczka     | Miejsce |
| -------------- | --------------- | ------- |
| Riom 1999      | Tatiana Muntean | 74      |
| Nowy Jork 2003 | Simona Banicala | 110     |

| Mistrzostwa | Zawodnicy                                      | Miejsce |
| ----------- | ---------------------------------------------- | ------- |
| Lipsk 2007  | Simona Bancila, Corina Curelar, Luminița Sarbu | 33      |